# Lekkoatletyka na Letnich Igrzyskach Olimpijskich 1976 – bieg na 100 m przez płotki kobiet
Bieg na 100 metrów przez płotki kobiet podczas XXI Letnich Igrzysk Olimpijskich w Montrealu rozegrano 28 (eliminacje i półfinały) i 29 lipca 1976 (powtórzony półfinał i finał) na Stadionie Olimpijskim w Montrealu. Zwyciężczynią została reprezentantka Niemieckiej Republiki Demokratycznej  Johanna Schaller.

## Rekordy

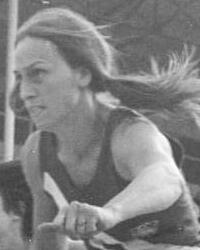
Johanna Schaller

|                   | zawodniczka      | narodowość | czas  | data                 | miejsce   |
| ----------------- | ---------------- | ---------- | ----- | -------------------- | --------- |
| Rekord świata     | Annelie Ehrhardt | NRD        | 12,59 | 8 września 1972(dts) | Monachium |
| Rekord olimpijski | Annelie Ehrhardt | NRD        | 12,59 | 8 września 1972(dts) | Monachium |

## Wyniki
| Poz. - pozycja |
| – rekord świata \| – rekord krajowy \| – rekord życiowy \| = – wyrównany rekord życiowy \| · – najlepszy wynik w sezonie \| = – wyrównany najlepszy wynik w sezonie \| – rekord olimpijski |
| Fn – falstart \| DNF – nie ukończył \| DNS – nie wystartował \| DSQ – zdyskwalifikowany |

### Eliminacje
Rozegrano cztery biegi eliminacyjne. Do półfinałów awansowały po cztery najlepsze zawodniczki z każdego biegu.

#### Bieg 1
| Poz. | Zawodniczka                   | Narodowość        | Rezultat | Uwagi |
| ---- | ----------------------------- | ----------------- | -------- | ----- |
| 1    | Tatjana Anisimowa             | ZSRR              | 12,98    | Q     |
| 2    | Grażyna Rabsztyn              | Polska            | 13,09    | Q     |
| 3    | Sharon Colyear                | Wielka Brytania   | 13,18    | Q     |
| 4    | Nadine Prévost                | Francja           | 13,70    | Q     |
| 5    | Patrice Donnelly              | Stany Zjednoczone | 13,71    |       |
| 6    | Julie Gomis                   | Senegal           | 14,57    |       |
| –    | Miriama Tuisorisori-Chambault | Fidżi             | DNS      |       |

#### Bieg 2
| Poz. | Zawodniczka       | Narodowość        | Rezultat | Uwagi |
| ---- | ----------------- | ----------------- | -------- | ----- |
| 1    | Bożena Nowakowska | Polska            | 13,05    | Q     |
| 2    | Ileana Ongar      | Włochy            | 13,37    | Q     |
| 3    | Annelie Ehrhardt  | NRD               | 13,49    | Q     |
| 4    | Deby LaPlante     | Stany Zjednoczone | 13,51    | Q     |
| 5    | Gaye Dell         | Australia         | 13,68    |       |
| 6    | Sue Bradley       | Kanada            | 14,07    |       |

#### Bieg 3
| Poz. | Zawodniczka        | Narodowość        | Rezultat | Uwagi |
| ---- | ------------------ | ----------------- | -------- | ----- |
| 1    | Natalja Lebiediewa | ZSRR              | 12,94    | Q     |
| 2    | Johanna Schaller   | NRD               | 13,02    | Q     |
| 3    | Penka Sokołowa     | Bułgaria          | 13,52    | Q     |
| 4    | Lorna Boothe       | Wielka Brytania   | 13,69    | Q     |
| 5    | Rhonda Brady       | Stany Zjednoczone | 13,84    |       |
| –    | Anne-Marie Pira    | Belgia            | DNS      |       |

#### Bieg 4
| Poz. | Zawodniczka        | Narodowość | Rezultat | Uwagi |
| ---- | ------------------ | ---------- | -------- | ----- |
| 1    | Gudrun Berend      | NRD        | 13,03    | Q     |
| 2    | Esther Roth        | Izrael     | 13,06    | Q     |
| 3    | Lubow Kononowa     | ZSRR       | 13,36    | Q     |
| 4    | Valeria Ștefănescu | Rumunia    | 13,60    | Q     |
| 5    | Edith Noeding      | Peru       | 14,14    |       |
| 6    | Lucía Vaamonde     | Wenezuela  | 19,17    |       |

### Półfinały
Rozegrano dwa biegi półfinałowe. Do finału awansowały po cztery najlepsze zawodniczki z każdego biegu. W drugim biegu półfinałowym doszło do kolizji, wskutek której Valeria Ștefănescu nie ukończyła biegu. Jury zdecydowało o zdyskwalifikowaniu Lubow Kononowej i o powtórzeniu biegu bez niej następnego dnia (w dniu finału). 

#### Bieg 1
| Poz. | Zawodniczka        | Narodowość        | Rezultat | Uwagi |
| ---- | ------------------ | ----------------- | -------- | ----- |
| 1    | Johanna Schaller   | NRD               | 12,93    | Q     |
| 2    | Gudrun Berend      | NRD               | 12,96    | Q     |
| 3    | Natalja Lebiediewa | ZSRR              | 13,03    | Q     |
| 4    | Esther Roth        | Izrael            | 13,04    | Q     |
| 5    | Bożena Nowakowska  | Polska            | 13,04    |       |
| 6    | Deby LaPlante      | Stany Zjednoczone | 13,36    |       |
| 7    | Penka Sokołowa     | Bułgaria          | 13,67    |       |
| 8    | Lorna Boothe       | Wielka Brytania   | 13,73    |       |

#### Bieg 2
| Poz. | Zawodniczka        | Narodowość      | Rezultat | Uwagi |
| ---- | ------------------ | --------------- | -------- | ----- |
| 1    | Tatjana Anisimowa  | ZSRR            | 12,91    | [ 2 ] |
| 2    | Grażyna Rabsztyn   | Polska          | 13,02    |       |
| 3    | Annelie Ehrhardt   | NRD             | 13,28    |       |
| 4    | Ileana Ongar       | Włochy          | 13,42    |       |
| 5    | Sharon Colyear     | Wielka Brytania | 13,64    |       |
| 6    | Nadine Prévost     | Francja         | 13,70    |       |
| –    | Valeria Ștefănescu | Rumunia         | DNF      |       |
| –    | Lubow Kononowa     | ZSRR            | DSQ      |       |

#### Powtórzony bieg 2
| Poz. | Zawodniczka        | Narodowość      | Rezultat | Uwagi |
| ---- | ------------------ | --------------- | -------- | ----- |
| 1    | Tatjana Anisimowa  | ZSRR            | 13,08    | Q     |
| 2    | Grażyna Rabsztyn   | Polska          | 13,35    | Q     |
| 3    | Ileana Ongar       | Włochy          | 13,41    | Q     |
| 4    | Valeria Ștefănescu | Rumunia         | 13,59    | Q     |
| 5    | Annelie Ehrhardt   | NRD             | 13,71    |       |
| 6    | Nadine Prévost     | Francja         | 13,95    |       |
| 7    | Sharon Colyear     | Wielka Brytania | 17,32    |       |

### Finał
| Poz. | Zawodniczka        | Narodowość | Rezultat | Uwagi |
| ---- | ------------------ | ---------- | -------- | ----- |
| 1    | Johanna Schaller   | NRD        | 12,77    |       |
| 2    | Tatjana Anisimowa  | ZSRR       | 12,78    | [ 2 ] |
| 3    | Natalja Lebiediewa | ZSRR       | 12,80    |       |
| 4    | Gudrun Berend      | NRD        | 12,82    |       |
| 5    | Grażyna Rabsztyn   | Polska     | 12,96    |       |
| 6    | Esther Roth        | Izrael     | 13,04    |       |
| 7    | Valeria Ștefănescu | Rumunia    | 13,35    |       |
| 8    | Ileana Ongar       | Włochy     | 13,51    |       |